# 火山橋
23°00′50″N 120°34′32″E / 23.013928°N 120.575645°E
火山橋位於臺灣高雄市杉林區，乘載省道臺29線，是來往杉林區與甲仙區的重要交通途徑。該橋曾於2009年八八水災期間遭沖毀，後經過中國大陸海峽兩岸關係協會捐款重建，為八八水災後期復建中，中國大陸捐款金額最高，且唯一由民間團體捐款興建的橋梁。

## 沿革
火山橋舊橋於2009年中度颱風莫拉克襲擊期間，因火山橋上游野溪山洪爆發，土石流不僅沖毀火山橋，連帶13棟下游民宅沖毀，總崩塌面積達20公頃，杉林區至甲仙區交通中斷。
八八水災災後重建期間，中国大陆的海協會捐款，透過台湾海峽交流基金會轉至中華民國大陸委員會與內政部後，又轉由台灣媽祖聯誼協會辦理火山橋重建工作，火山橋新橋為避免野溪再度發生土石流，大跨距採脊背橋型式，並配合媽祖聯誼協會融入媽祖形象，以廟宇屋頂屋脊及媽祖霞冠為橋梁造型設計，同時規劃千里眼及順風耳造型的路燈。新橋全長280公尺、寬12公尺，為雙向共雙線車道。
火山橋新橋由黎明工程顧問公司負責橋梁設計、立源工程顧問公司監造，並由欽成營造公司興建，行政院莫拉克颱風災後重建推動委員會督導，交通部公路總局協助設計審查及施工監督，以及高雄市政府協助辦理土地徵收業務。新橋工程於2010年11月19日開工，於2012年10月27日竣工舉辦落成典禮，總工程經費為新臺幣5億4,700萬元，通車典禮由時任行政院政務委員兼重建會執行長陳振川、海基會董事長林中森、海協會副會長鄭立中，以及台灣媽祖聯誼協會榮譽會長顏清標等人為新橋剪綵。火山橋新橋為八八水災中，中國大陸捐款重建項目中金額最高者，並且也是唯一由民間慈善團體所辦理的工程。
實際通車則遲至同年11月14日才開放通行，時任行政院重建會副處長蔡志昌表示，由於火山橋為民間利用中國大陸捐款興建，因此程序上需要由承辦工程的台灣媽祖聯誼協會辦理驗收，完成後移交給公路總局勘驗並接管，因此公路總局於10月25日及31日辦理2次通車前現場安全勘驗作業，之後又因配合杉林區居民要求，須舉辦謝土儀式後才能通車，因此最後通車日敲定於謝土儀式11月13日的隔天上午放行。
2014年6月中共中央台辦主任張志軍訪臺前夕，原計畫到訪的火山橋經發現，設置在南下橋臺，由臺灣藝術家白滄沂所設計的「交融」鋼雕藝術品早在一年前就遭鋸斷竊走，養護該橋的公路總局第三養護工程處甲仙工務段表示，已編列經費將行重建，該起偷竊事件受到高雄市警察局旗山分局重視，成立專案小組追查，爾後歷經一年追蹤逮捕竊嫌，而遭鋸斷的藝術品因重達兩噸無法搬運，因而棄置在橋邊未搬走。